# BMW S 1000 XR

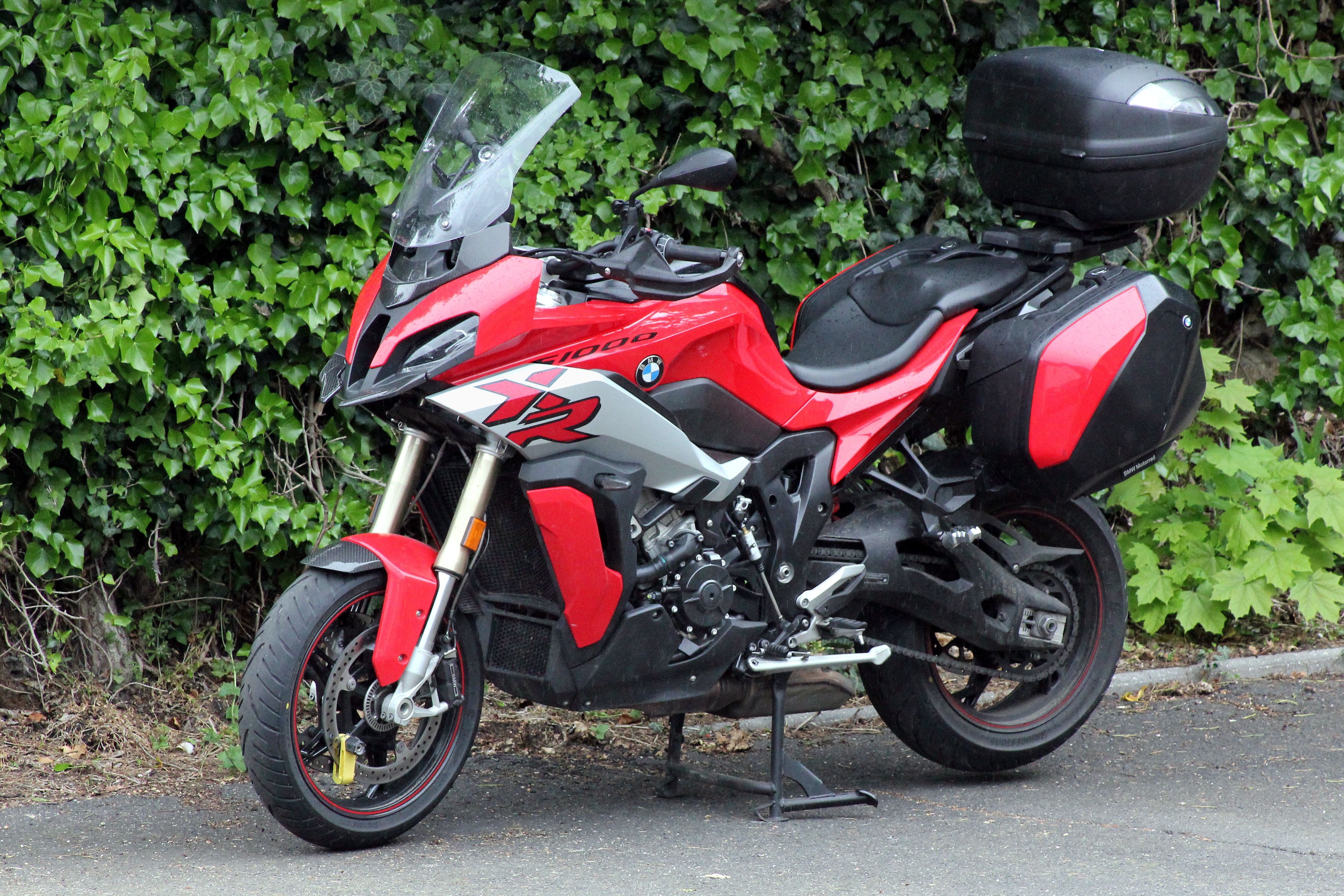
BMW S 1000 XR

Die BMW S 1000 XR ist ein Motorrad der Bayerischen Motoren Werke. XR steht für „Crossover“. Der Allrounder wurde am 4. November 2014 auf der Zweiradmesse EICMA in Mailand präsentiert.
Das teilverkleidete Motorrad basiert technisch auf der BMW S 1000 R und wird vom Hersteller als „Adventure-Sport-Bike“ vermarktet. Nach den vollverkleideten Supersportlern BMW S 1000 RR und BMW HP4 sowie dem Roadster S 1000 R ist die XR bereits die vierte Variante mit dem Vierzylinder-Reihenmotor und wird wie alle Modelle der S-Baureihe im BMW-Werk Berlin endmontiert. Die Produktion begann am 1. April 2015, Verkaufsstart war am 13. Juni 2015.

Die zweite Generation der S 1000 XR mit dem Werkscode K69 wurde 2019 vorgestellt.

## Konstruktion

### Antrieb
Das Motorrad wird von einem quer eingebauten Reihenmotor angetrieben. Es ist ein Vierzylindermotor mit zwei obenliegenden Nockenwellen und einem Hubraum von 999 cm³, einer Bohrung von 80 mm, einem Hub von 49,7 mm und einem Verdichtungsverhältnis von 12,0 : 1. Je zwei Einlass- und zwei Auslassventile des wasser- und ölgekühlten Viertaktmotors werden über einen kohlenstoffbeschichteten Schlepphebel betätigt. Die Kurbelwelle hat den üblichen Hubzapfenversatz von 180 Grad. Der Motor leistet 118 kW (160 PS) bei 11.000 min−1, das maximale Drehmoment von 112 Nm wird bei einer Drehzahl von 9250 min−1 erreicht.
Das Motorrad beschleunigt in 3,1 Sekunden von 0 auf 100 km/h und erreicht eine Höchstgeschwindigkeit von 250 km/h.
Das Modelljahr 2017 brachte kleinere Änderungen, darunter die Homologisierung auf die Euro 4-Norm, die nominelle Erhöhung der Motorleistung auf 165 PS (121 kW) sowie die Erhöhung des zulässigen Gesamtgewichts um 10 kg auf 444 kg.

### Kraftübertragung
Im Primärtrieb vom Motor zur mechanisch betätigten Anti-Hopping-Kupplung wird die Kraft über Zahnräder übertragen. Im Sekundärantrieb treibt eine O-Ring-Kette das Hinterrad an. Das geradverzahnte Getriebe mit Klauenschaltung hat sechs Gänge. Wahlweise ist ein Schaltassistent erhältlich, der durch einen Sensor am Schaltgestänge die Zündung für einige Millisekunden unterbricht und dadurch ein lastfreies Schalten ohne Kupplung ermöglicht.

### Mechatronik
Die BMS-X bezeichnete Motorsteuerung hat eine zylinderselektive Klopfregelung. Die Rechnersysteme von Electronic Suspension Adjustment (ESA), Antiblockiersystem (ABS) und Automatische Stabilitäts Control (ASC) sind über einen CAN-Bus miteinander vernetzt. Ein Electronic Power Control setzt die Gasgriffbefehle elektronisch in die entsprechende Drosselklappenstellung um. Die Starterbatterie hat eine Kapazität von 8 Amperestunden und versorgt den elektrischen Anlasser. Die Lichtmaschine hat eine elektrische Nennleistung von 350 Watt.

### Kraftstoffversorgung
Der Kraftstofftank fasst 20 Liter, davon sind 4 Liter Reserve. BMW gibt den durchschnittlichen Kraftstoffverbrauch mit 5,8 Liter auf 100 km bei einer Geschwindigkeit von 120 km/h an. Der Hersteller empfiehlt die Verwendung von bleifreiem Benzin mit einer Klopffestigkeit von mindestens 95 Oktan. Das Kraftstoff-Luft-Gemisch wird durch eine elektronisch gesteuerte, vollsequenzielle und zylinderselektive Saugrohreinspritzung mit zwei Einspritzdüsen pro Zylinder gebildet.

### Fahrwerk
Das Fahrwerk baut auf einem Brückenrahmen aus Aluminium auf. Hinten hat es eine Cantileverschwinge aus Aluminiumguss mit direkt angelenktem Monofederbein. Der Brückenrahmen setzt sich aus den vier verschweißten Segmenten Lenkkopf, Motor- und Schwingenaufnahme und zwei Seitenprofilen zusammen. Gegenüber dem Roadster wurde der Lenkkopfwinkel um 0,8 Grad flacher ausgelegt, wodurch sich der Nachlauf um 18,5 mm vergrößert. Die Hinterradschwinge und der Radstand wurden verlängert, um die auf Agilität optimierte Fahrwerksauslegung des Roadsters zugunsten einer besseren Fahrstabilität zu verändern.
Das Vorderrad wird von einer Upside-Down-Teleskopgabel mit 46 mm Standrohrdurchmesser und 150 mm Federweg geführt.

## Marktpositionierung
Laut BMW soll die XR Reise- und Touringqualitäten mit Sporttalent und Alltagstauglichkeit verbinden. Konkurrenzmodell mit vergleichbarer Konzeption und Fahrwerksgeometrie ist die Ducati Multistrada 1200 mit einer Nennleistung von 118 kW (160 PS). Laut Katrin Pudenz hat BMW „eine Motorrad-Crossover-Nische aufgetan und diese mit dem Modell S 1000 XR gefüllt. Die neue Maschine vereint Charaktere und Qualitäten der GS-, Touring- und Sport-Modelle zu einer neuen Motorrad-Gattung, getauft auf Adventure Sport.“ Walter Wille definiert die Motorradgattung als „Motor mit Supersport-Stammbaum in einem Enduro-Konstrukt, auf Stelzen in Überlänge, also mit für ein Straßenmotorrad üppigen Federwegen.“

## Kritiken
„Die BMW S 1000 XR ist ein äußerst potentes Bike, sie erhielt den Ein-Liter-Reihenvierzylinder der S 1000 R, der schon durch exzellente Fahrleistungen auf sich aufmerksam gemacht hat. Der Motor leistet eindrucksvolle 160 PS bei 11.000/min und liefert 112 Nm bei 9250/min. Damit könnte die Langstreckenläuferin so manches Sportmotorrad abhängen.“

„Wer ein alter Heizer ist, sich aber die gebückte Haltung nicht mehr antun möchte, wem ein Boxer nicht atemraubend genug anreißt, wer sich für Staubfahnen auf asphaltfreien Passagen nicht interessiert oder meint, Bologna liege auf der falschen Seite der Alpen, für den wird die XR eine große Verlockung darstellen.“

Stephan Fennel kritisiert in der Fachzeitschrift Alpentourer, dass „gerade das Adventure-Segment keine Leistungsexplosion oder notorischen PS-Wahn nötig hat. Viel wichtiger wäre, wenn die Hersteller endlich mal wieder bezahlbare Motorräder mit geringem Gewicht bei hoher Alltagstauglichkeit auf die Räder stellen würden. Erste Ansätze dazu waren gerade vorhanden. Denn: Selbst die bei einer S 1000 XR notwendige Vollausstattung mit allen teuren, elektronischen Helferlein ist kontraproduktiv. ASC, DTC und wie der ganze Schnickschnack heißt dienen in solchen Motorrädern nämlich nicht mehr zuallererst der Sicherheit, sondern sind nötig geworden, um die überbordende Leistung überhaupt noch einigermaßen auf die Straße zu bekommen.“

## Trivia
- Das Modell wird – in rot und mit Umbrella-Corporation-Schriftzügen – im Film Resident Evil 6 verwendet.[17]

## BMW S 1000 XR (K69), 2019
2019 wurde die zweite Generation der S 1000 XR mit dem Werkscode K69 vorgestellt. Sie hat den gleichen Reihenvierzylindermotor wie das Naked Bike S 1000 R (K63) mit einer Leistung von 121 kW (165 PS). und als erstes Motorrad eine Motor-Schleppmoment-Regelung (MSR); auf die variable Ventilverstellung Shiftcam wurde verzichtet, die Euro 5-Abgasnorm wird erfüllt. Der Motor ist ein tragendes Element in der Rahmenkonstruktion. Die Höchstgeschwindigkeit des Motorrads beträgt nun 257 km/h. Darüber hinaus wird eine Lithium-Ionen-Batterie eingesetzt.

### BMW M 1000 XR
Die im Juni 2023 als Prototyp und am 26. Oktober 2023 als Serienversion vorgestellte M 1000 XR basiert auf der zweiten Generation der S 1000 XR (K69). Sie wiegt 223 kg und hat einen aufwändigeren Vierzylindermotor mit 148 kW (201 PS), weiter Winglets; die eingetragene Höchstgeschwindigkeit beträgt 278 km/h. Die Fahrwerksmaße sind annähernd identisch.